# Galleria Estense
Galleria Estense – muzeum sztuki znajdujące się w Modenia we Włoszech, skupiające dzieła głównie włoskich malarzy tworzących pomiędzy XIV a XVIII wieku.
Ekspozycja muzeum opiera się głównie na prywatnych zbiorach rodziny Este, władców Modeny w latach 1288–1796. Muzeum zostało otwarte w 1884 roku i znajduje się XVIII-wiecznym budynku, na górnym piętrze Palazzo dei Musei na placu św. Augustyna.
W muzeum można podziwiać dzieła m.in. Tintoretta, Cosmy Tury, Botticellego, Gossaerta, Reniego, Carracieigo oraz artystów spoza Italii, m.in. El Greca.